# 5-cm-Flachbahnkanone L/40
Die 5-cm-Flachbahnkanone L/40 (Rh) war eine Feldkanone und Flugabwehrkanone des Deutschen Kaiserreiches und wurde im Ersten Weltkrieg entwickelt.

## Entwicklung
Ende 1914 begann Rheinmetall mit der Entwicklung einer kleinkalibrigen Feldkanone. In der Hauptverwendung sollte sie als Infanteriebegleitgeschütz bei Angriffen der Infanterie dienen. Weiterhin es auch als Flugabwehrkanone eingesetzt werden, da die Luftfahrzeuge immer effektiver wurden. Im Sommer 1915 stellte Rheinmetall die 5-cm-Flachbahnkanone L/40 (Rh) vor.

## Technische Beschreibung
Das Geschützrohr der 5-cm-Flachbahnkanone L/40 (Rh) war ein Vollrohr mit halbselbsttätigem Schubkurbelverschluss. Der Rückstoß wurde durch eine hydraulische Bremse aufgefangen. Um das Rohr nach der Schussabgabe wieder in die Ausgangsposition zu bringen, wurde eine Federvorholer verbaut.
Die Lafette setzte sich aus einer Ober- und Unterlafette zusammen. Die Oberlafette konnte seitlich um je 10 Winkelgrad nach rechts und links gedreht werden. Die Höhen- und Seitenrichtmaschine glich der 7,7-cm-Feldkanone 96 n. A. Damit konnte das Geschütz zwischen −8 Winkelgrad und +50 Winkelgrad erhöht oder gesenkt werden. Weiterhin war die Lafette mit einem Geschützschild ausgestattet. Dieser war 5 mm dick und sollte die Besatzung von Beschuss und Splitter von vorne schützen.
Die Visiereinrichtung bestand aus einem Trommelaufsatz am linken Schildzapfen. Damit konnte ein mögliches schiefes stehen um je sieben Winkelgrad nach rechts und links ausgeglichen werden. Weiterhin verfügte die Visierung über einen Geländewinkelmesser für Erdziele und einer Einrichtung zum Messern der Flughöhe. Erdziele konnten auf einer Entfernung von bis zu maximal 8,40 km bekämpft werden. Luftziele konnten auf einer Höhe von bis zu 3 km bekämpft werden.
Für die Verwendung gegen Luftziele wurde dem Geschütz eine spezielle Radunterlage mitgegeben. Diese konnte mit Hilfe von Verbindungsstreben am Geschütz befestigt werden. Darauf drehten sich dann die Räder um den Mittelpunkt des Geschützes, was ein schnelleres seitliches Richten ermöglichte.
Für den Transport verfügte die Feldkanone über eine Protze. Darin konnten bis zu 60 Granaten mitgeführt werden. Ein weiterer Munitionshinterwagen konnte bis zu 96 Granaten mitführen. Die verschossenen Granaten waren mit 100 g Sprengstoff gefüllt und wogen 2,4 kg.

## Einsatz
Um den Bedarf an Flugabwehrkanonen zu decken, wurde die 5-cm-Flachbahnkanone L/40 (Rh) ab August 1915 an der Westfront als Flak eingesetzt. Dabei wurde es in einer Batterie mit vier Geschützen eingesetzt. Weiterhin bestand eine Batterie aus acht Munitionswagen, einem Beobachtungswagen, zwei Vorratswagen und zwei Verwaltungsfahrzeugen. Die 5-cm-Flachbahnkanone L/40 (Rh) war als Flugabwehrkanone allerdings vollkommen ungeeignet. Bei einer maximalen Erhöhung von +50 Winkelgrad und nur 10 Winkelgrad zu jeder Seite, war ein effektives Verfolgen und Bekämpfen von Luftfahrzeugen nicht möglich. Aufgrund des kleinen Kalibers, der großen Zünderstreuung und der vielen Versager, konnten die Granaten im Ziel kaum eine Wirkung erzielen. So wurde die Batterie bereits 1916 von der Westfront abgezogen und in Liebau in einer ortsfesten Stellung verwendet.